# Výbušný člun

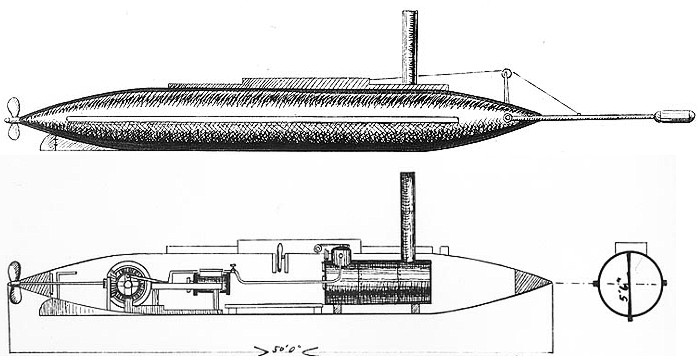
Konfederační výbušný člun CSS David

Výbušný člun je malé válečné plavidlo nesoucí nálož výbušnin, která je k výbuchu přivedena nárazem do nepřátelského plavidla. Mohou být řízeny posádkou, která je opouští těsně před nárazem, nebo jsou ovládány dálkově.

## Historie

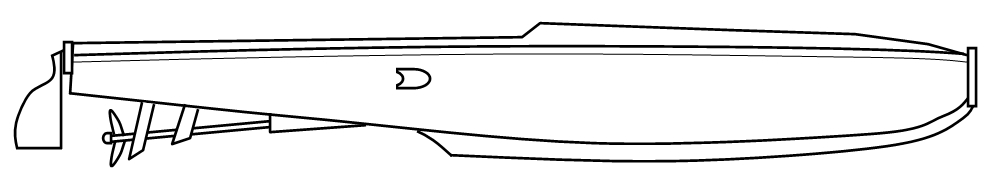
Německý výbušný člun Fernlenkboot z první světové války

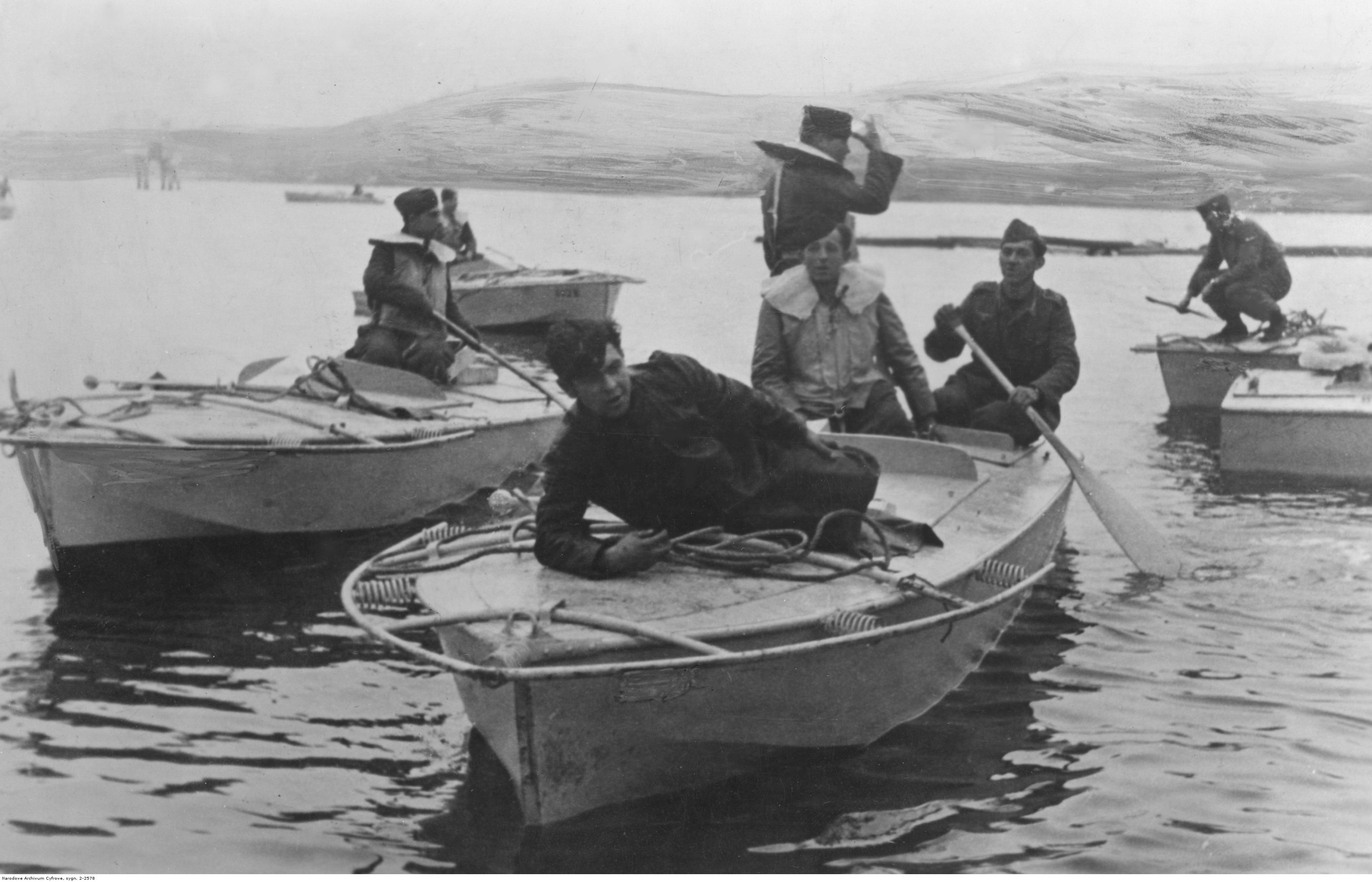
Německé výbušné čluny Linse za druhé světové války

Celou řadu inovací v námořním boji přinesla americká občanská válka. Patřil mezi ně útočný člun CSS David (a jeho sesterské lodě), který byl označen jako torpédový člun, ale představuje také předchůdce výbušných člunů. Člun byl vyzbrojen žerďovým torpédem, tedy náloží umístěnou na dlouhé tyči před trupem. Díky malým rozměrům se měl v noci nepozorovaně přiblížit k nepřátelskému plavidlu, nárazem mu do boku vklínit výbušnou nálož a odplout, než dohoří doutnák a nálož vybuchne. Dne 5. října 1863 David dokázal poškodit obrněnou loď USS New Ironsides.
Za první světové války německé císařské námořnictvo vyvinulo dálkově ovládaný výbušný člun Fernlenkboot, jeho úkolem bylo oslabení britské námořní blokády. Dne 28. října 1917 člun FL-12 úspěšně napadl britský monitor HMS Erebus. Silně opancéřované plavidlo však neutrpělo závažná poškození.
Většího rozšíření se výbušné čluny dočkaly za druhé světové války. Italské speciální jednotky nasadily výbušné čluny MT (Motoscafo da Turismo). Dne 25. března 1941 v zátoce Suda na Krétě potopily britský těžký křižník HMS York (90) a tanker Pericles. Podobně jako v případě řiditelných torpéd Chariot (kopie italského Maiale) Britové vyvinuli vlastní verzi italských člunů v podobě výbušných člunů Boom Patrol Boat. Ty měly být při plánovaném nasazení v Norsku svrhávány z těžkých bombardérů Lancaster. Celý koncept byl testován, ale operačně britské čluny nasazeny nebyly.
Německé jednotky K-Verband na sklonku války nasadily výbušné čluny Linse, nedosáhly však významnějšího úspěchu. V Japonsku vlastní čluny vyvinula jak armáda, tak námořnictvo. Zatímco námořní čluny Šinjó byly fakticky sebevražedným prostředkem, armádní čluny Maru-ni měly záchranu posádky umožňovat. Při útoku měly pod svůj cíl svrhnout hlubinné pumy, přičemž čtyřvteřinové zpoždění detonace jim dávalo alespoň teoretickou šanci na únik. Významnějších úspěchů však čluny nedosáhly. Posádky sebevražedných člunů Šinjó poškodily pouze devět amerických plavidel, z nichž největší byl americký torpédoborec USS Hutchins (DD-476).
Výbušné čluny byly používány i po druhé světové válce. Původně italské čluny MT v 50.–60. letech provozoval Izrael, přičemž 22. října 1948 jimi byla potopena egyptská ozbrojená jachta Emir Farouk. Roku 1969 pak Izrael vyvinul vlastní výbušný člun Patzchan.
Íránské námořnictvo[zdroj⁠?!] nasadilo výbušné čluny za Íránsko-irácké války. Během občanské války na Srí Lance vlastní výbušné čluny vyvinuli Tamilští tygři.
12. října 2000 použila Al-Káida improvizovaný výbušný člun proti americkému torpédoborci USS Cole v Adenu.
Výbušné čluny nasadili rovněž Hútíové v rámci konfliktu v Jemenu. Existuje přitom podezření, že tuto technologii získali ze spřáteleného Íránu. Dne 30. ledna 2017 byla saúdská fregata Al Madinah (702) u jemenského pobřeží napadena třemi dálkově ovládanými výbušnými čluny. Fregata jimi byla poškozena na zádi.

## Uživatelé

### Ozbrojené síly
- Italské království

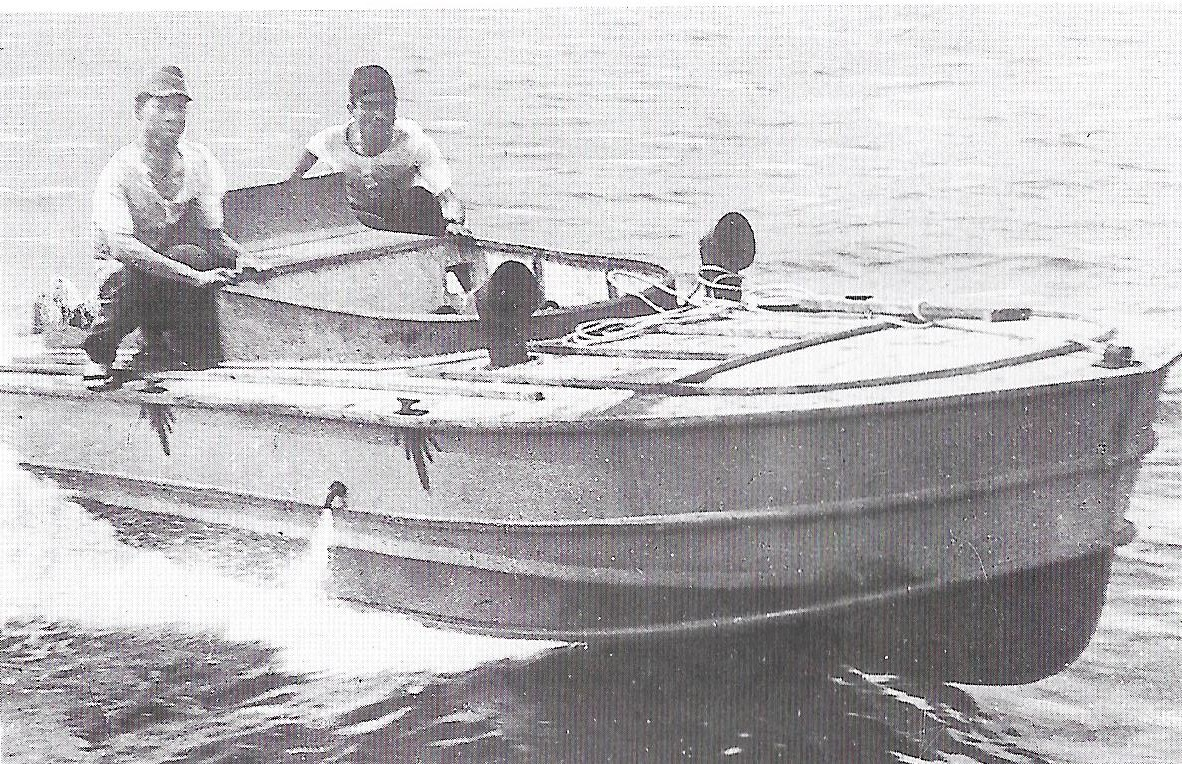
Japonský výbušný člun Šinjó

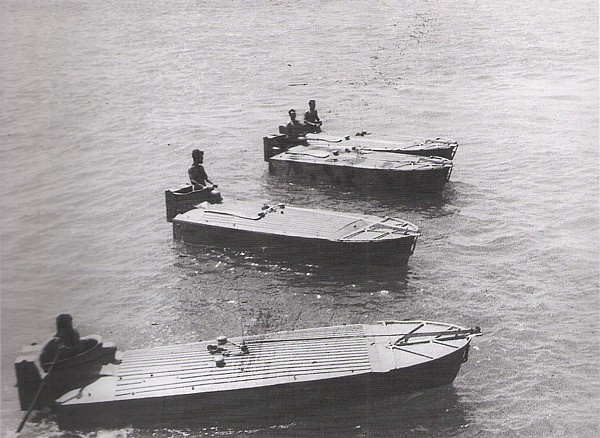
Izraelské výbušné čluny italského typu MT

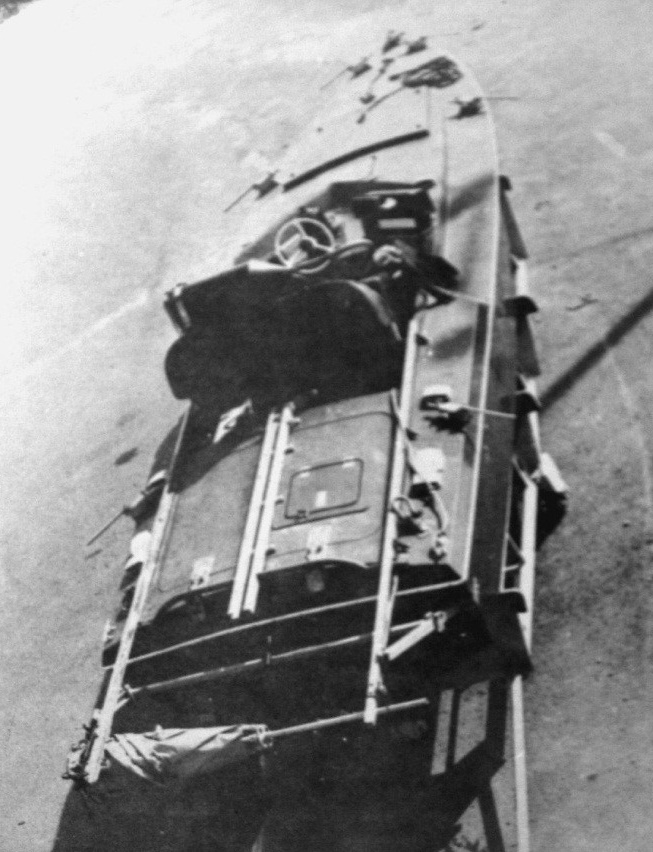
Izraelský výbušný člun Patzchan

  - Italské královské námořnictvo – Za druhé světové války námořnictvo nasadilo výbušné čluny MT (Motoscafo da Turismo).

- Italská sociální republika
  - Za druhé světové války její námořnictvo nasadilo výbušné čluny MT pocházející od královského námořnictva.

- Írán
  - Íránské námořnictvo[zdroj⁠?!]
  - Íránské revoluční gardy

- Izrael
  - Izraelské vojenské námořnictvo – Nejprve provozovalo původně italské čluny MT a později vlastní typ Patzchan.

- Japonské císařství
  - Japonské císařské námořnictvo – Za druhé světové války vyvinulo výbušné čluny Šinjó.
  - Japonská císařská armáda – Za druhé světové války vyvinula výbušné čluny Maru-ni.

- Německé císařství
  - Kriegsmarine – Za první světové války vyvinuty čluny Fernlenkboot.

- Třetí říše
  - Kriegsmarine – V rámci jednotek K-Verband byl za druhé světové války nasazen prostředek Linse, tvořený dvěma výbušnými čluny a jedním řídícím člunem, který je v závěru útoku dálkově řídil pomocí vysílačky.

- Ukrajina
  - Ukrajinské námořnictvo – Během ruská invaze Ukrajina již několikrát úspěšně použila hladinové bezpilotní čluny Magura V5.

### Nestátní aktéři
- Hútíové

- Tygři osvobození tamilského Ílamu